# Fortaleza de Amberde
Amberde (em armênio: Ամբերդ; romaniz.: Amberd) é uma fortaleza histórica do distrito (gavar) de Aragazócia, na província de Airarate, na encosta nordeste do monte Aragats. Na atualidade, está na província de Aragatsotn, na Armênia. Está sobre um topo plano de um esporão triangular da montanha formado pelos rios Amberde e Arcaxém, a 2 300 metros acima do nível do mar. De acordo com a etimologia popular, Amberde significa "quase fortaleza", "sem fortaleza", "fortaleza alta como uma nuvem". A construção de Amberde começou no século VII, sob os auspícios da família Camsaracano, depois passou aos Bagratúnios e finalmente aos Palavunis. No século XI, foi conquistada pelos turcos seljúcidas. Em 1196, os zacáridas libertaram a cidade e a entregaram aos vachutiânidas, que a tornaram sua sede de poder. 
Em 1236, foi destruída pelos mongóis. No final do século XIV, foi novamente destruída durante as campanhas em Tamerlão e abandonada. No sítio, há restos das muralhas, o palácio principesco de três andares, a igreja e o balneário A posição originalmente inexpugnável foi ainda mais fortalecida por muros e pirâmides. A igreja principal foi construída por Varrã Palavuni em 1026, com um design muito semelhante ao do Mosteiro de Marmaxém. A igreja é retangular por fora, cruciforme por dentro e tem uma cúpula central. O balneário, datado dos séculos X-XI, conta com instalações auxiliares, sistema hidráulico e sala de caldeiras. A água era trazida de uma distância de cinco quilômetros por meio de canos de barro, mas os canos dentro do balneário são de metal. As primeiras escavações do balneário foram realizadas por H. Orbelin em 1936. O Instituto de Arqueologia e Etnografia da Academia de Ciências da RSS da Armênia continuou as escavações desde 1963.